# Keizankai
Keizankai (jap. 形山会) ist eine Schule (Dōjō) in der hauptsächlich Iaido im Schwertkampfstil Mugai Ryu bzw. Kenjutsu (dt. Schwertkampftechniken) unterrichtet werden. Zusätzlich werden weitere Kampftechniken, bspw. Tosei Ryu eine Stockkampftechnik mit einem ca. 90 cm langen Stock (Tanjo), unterrichtet. Es wird ein einheitliches Kampfsystem gelehrt, das den Koryu, den traditionell überlieferten japanischen Kampfstilen zugeordnet ist.
Zusätzlich zu dem Kampfstil werden zen-buddhistische Lehren vermittelt. Der Iaido Kampfstil Mugai Ryu wird in der Richtung des Mugai Ryu Meishi Ha unterrichtet. Der Großmeister (Sōke) des gesamten Mugai Ryu Kampfstils ist Niina Toyoaki Gyokudo auch genannt Niina Gosoke (höfliche Ansprache des Sōke). Niina Gosoke ist auch Leiter der Ausrichtung Mugai Ryu Meishi Ha, in der die ursprünglichen Lehren des Gründers Tsuji Gettan Sukemochi aus dem 17. Jahrhundert wiederhergestellt und unterrichtet werden. Das Honbu-Dōjō (Haupt-Dōjō) von Keizankai befindet sich in Tokio, Japan.

## Sensei
Die Leitung des Honbu-Dojo hat Shinshu Chikaoka, auch genannt Chikaoka Sensei (Lehrmeister). Unter seiner Leitung sind verschiedene Dojos in Japan und Deutschland.

## Training
Das Iaido-Training im Keizankai besteht aus dem Basistraining Suburi (素振り) und Kihon (基本) Kata (形) (Übungsform), Kumitachi (組太刀) (Partnertraining) und Tameshigiri (試し切り) (Schnitttest). Tosei Ryu wird grundsätzlich nur als Jutsu (d. h. Technik), ohne den Anspruch einer Kata, entweder allein oder mit dem Partner trainiert.
Das Training findet in einer ruhigen und meditativen Atmosphäre statt. Das Training unterliegt folgenden Zeremonien (古式例歩, Koshiki Rei Ho):
Dōjō ni Rei (道場に礼)
Nach dem Eintreten verbeugt sich jeder Schüler bzw. Meister einzeln im Eingangsbereich zuerst vor dem Trainingsraum, um diesem seinen Respekt zu geben.
Shomen ni Rei (書面に礼)
Nach der Verbeugung vorm Trainingsraum verbeugt sich jeder Schüler bzw. Meister (weiterhin im Eingangsbereich) gleichzeitig vor dem gemeinsamen Weg in Richtung des Trainingsaltars.
Tō Rei (刀礼)
Hat der Trainierende das Dojo nach dem Dojo ni Rei und dem Shomen ni Rei betreten oder mit dem Training aufgehört, beginnt er mit dem To Rei. To Rei ist die rituelle Verbeugung vor dem eigenen Katana (Iaito oder Shinken). Sie wird in Richtung des Shomen bzw. des Altars ausgeführt.
Go Rei (御礼)
Sind alle Trainierenden anwesend und aufgewärmt wird mit dem Go Rei das Training zeremoniell eröffnet. Nach dem Training wird mit dem Go Rei das Training auch geschlossen. Das Go Rei verläuft wie folgt:
1. Seiretsu (整列) (eine dem Schülergrad entsprechende Reihe hinter dem Leiter bilden)
2. Chakuza (着座) (Setzen)
3. Mokusō (黙想) (Augen schließen und meditieren)
4. Kai Moku (皆黙) (Augen öffnen und beenden der Meditation)
5. Shomen ni rei (Verbeugung vor dem gemeinsamen Weg in Richtung des Altars)
6. Verbeugung vorm Trainingsleiter, dabei wird beim Trainingsanfang O negai shimasu und beim Ende Arigato gozaimasu (dt. eine sehr höfliche Dankesfloskel) von den Schülern gesagt
7. Leiter des Trainings spricht über das kommende bzw. das abgeschlossene Training
8. Otagai ni Rei (お互い礼) (Verbeugung vor allen Anwesenden und diesmal gemeinsames aufsagen von Onegai shimasu oder Arigato gozaimasu)
9. Tore shite (Leiter lässt das Tō Rei beginnen)

Jede Mugai Ryu Schule übernimmt den Mugai Ryu Kodex. Das Können des Eids ist Voraussetzung für die Dan- (Meister) Prüfung.